# Union civile en Italie

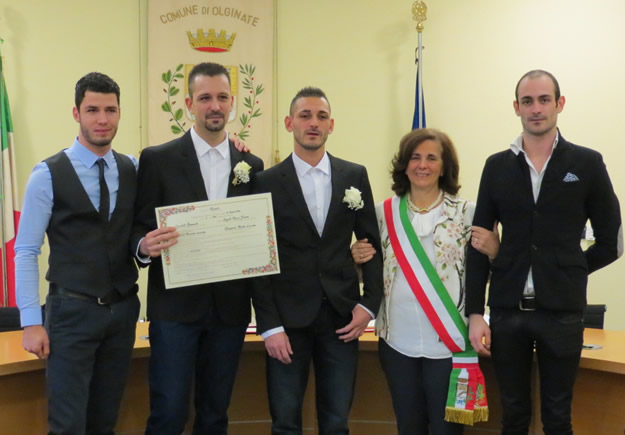
Célébration de la première union civile en Italie, le 18 septembre 2017.

Pour les articles homonymes, voir Union civile.
Pour un article plus général, voir Partenariat civil.
 (12 mai 2016).
L'union civile en Italie réglemente l'union civile entre personnes du même sexe et le concubinage des autres couples. Elle est instituée par la loi nº 76 du 20 mai 2016, entrée en vigueur le 5 juin 2016. En Italie, il n'existait aucune reconnaissance législative pour les couples non mariés, que ce soit des couples de personnes du même sexe ou de sexes différents avant le vote de la loi du 11 mai 2016 sur les unions civiles (homosexuelles) et le concubinage (hétérosexuel).
Au cours de la dernière[Quand ?] législature, un certain nombre de projets de lois d'encadrement juridique des unions civiles ont été déposés à la Chambre des députés et au Sénat, et depuis le 1er juillet 2004, le projet de loi de Franco Grillini, député (Démocrates de gauche) qui a dédié une bonne partie de son activité politique à la création des unions civiles, est en discussion à la Commission de la Justice et à la Chambre des députés.

## Exceptions
Avant 2016, même si les unions de fait n'ont pas accès aux mêmes droits que les couples mariés, il y a des exceptions pour certaines catégories de personnes :
- Journalistes : le partenaire peut être ayant droit de la caisse de mutuelle professionnelle ;
- Députés : ils disposent du même droit que les journalistes, mais en plus ils peuvent choisir de transmettre leur pension de réversion au partenaire survivant.

## Propositions de loi depuis 1986
En 1986, grâce à l'"Interparlamentare donne Comuniste" et à Arcigay (association pour les droits des homosexuels), les Italiens parlent, pour la première fois, d'unions civiles. En particulier, la sénatrice Ersilia Salvato et les députés Romana Bianchi et Angela Bottari, qui présentent, à leurs Chambres respectives des propositions de loi sur les unions civiles.
En 1988, sous l'impulsion d'Arcigay, Alma Agata Cappiello, avocate et parlementaire socialiste, présente la première proposition de loi pour la reconnaissance des unions de fait, mais celle-ci ne sera jamais portée au calendrier de la législature. 
Cette proposition Cappiello, qui abordait aussi la reconnaissance des couples homosexuels, eut tout de même un grand écho dans les médias (qui par simplification journalistique parlaient de "mariage de série B") .
À partir des années 1990 le nombre de propositions de loi pour les unions civiles présentées, que ce soit à la Chambre des députés ou au Sénat italiens, augmente, tout comme les incitations du Parlement européen pour l'égalisation entre concubins et mariés et entre couples homosexuels et hétérosexuels.
Au cours de la XIIIe législature (du 9 mai 1996 au 29 mai 2001) au moins une dizaine de propositions de loi a été présentée (de Nichi Vendola, Luigi Manconi, Gloria Buffo, Ersilia Salvato, Graziano Cioni, Antonio Soda, Luciana Sbarbati, Antonio Lisi, Anna Maria De Luca, et Mauro Paissan). Aucune n'arriva jamais à l'ordre du jour des travaux de la Chambre, en particulier à cause de l'influence de la hiérarchie catholique sur les deux coalitions.
Durant la législature (du 30 mai 2001 au 27 avril 2006), avec l'activité politique du député Franco Grillini et du mouvement de libération gay italien, le débat sur l'approbation d'une proposition pour le PACS a trouvé un consentement transversal. Le 8 juillet 2002, à peine installé, Franco Grillini, présenta une proposition de loi, très semblable à celle signée durant la précédente législature par le député Soda et calquée sur le modèle des lois approuvées dans les pays scandinaves, initiée par le Danemark.
L'union, le 21 octobre 2002, d'Alessio De Giorgi et Christian Pierre Pianicucci (qui possède aussi la nationalité française) auprès du Consulat français à Rome selon la loi sur le PACS d'octobre 1999 a été un événement notable dans le débat en Italie. Tous deux sont d'ailleurs entrepreneurs et animateurs de la communauté virtuelle Gay.it sur Internet, et engagés depuis des années dans l'activisme gay italien.
Le jour même, Franco Grillini présentait une nouvelle proposition de loi, cosignée par 161 parlementaires de centre-gauche et actuellement en discussion à la commission de Justice de la Chambre des députés.
En septembre 2003, le Parlement européen approuve une résolution (politique) sur les droits humains en Europe qui dans une section dédiée aux discriminations fondées sur l'orientation sexuelle :
« demande une fois encore aux États membres d'abolir toute forme de discrimination – législatives ou de facto – dont sont encore victimes les homosexuels, notamment en matière de droit au mariage et d'adoption d'enfants » (al. 81) et
« recommande aux États membres, d'une manière générale, de reconnaître les relations qui ne sont pas fondées sur le mariage – tant entre personnes de sexes différents qu'entre personnes de même sexe – et à donner à ces personnes des droits identiques à ceux qui sont reconnus aux personnes mariées, notamment en prenant les dispositions qui s'imposent afin de permettre la libre circulation des couples dans l'Union » (al. 85).

## Reconnaissance symbolique des unions civiles

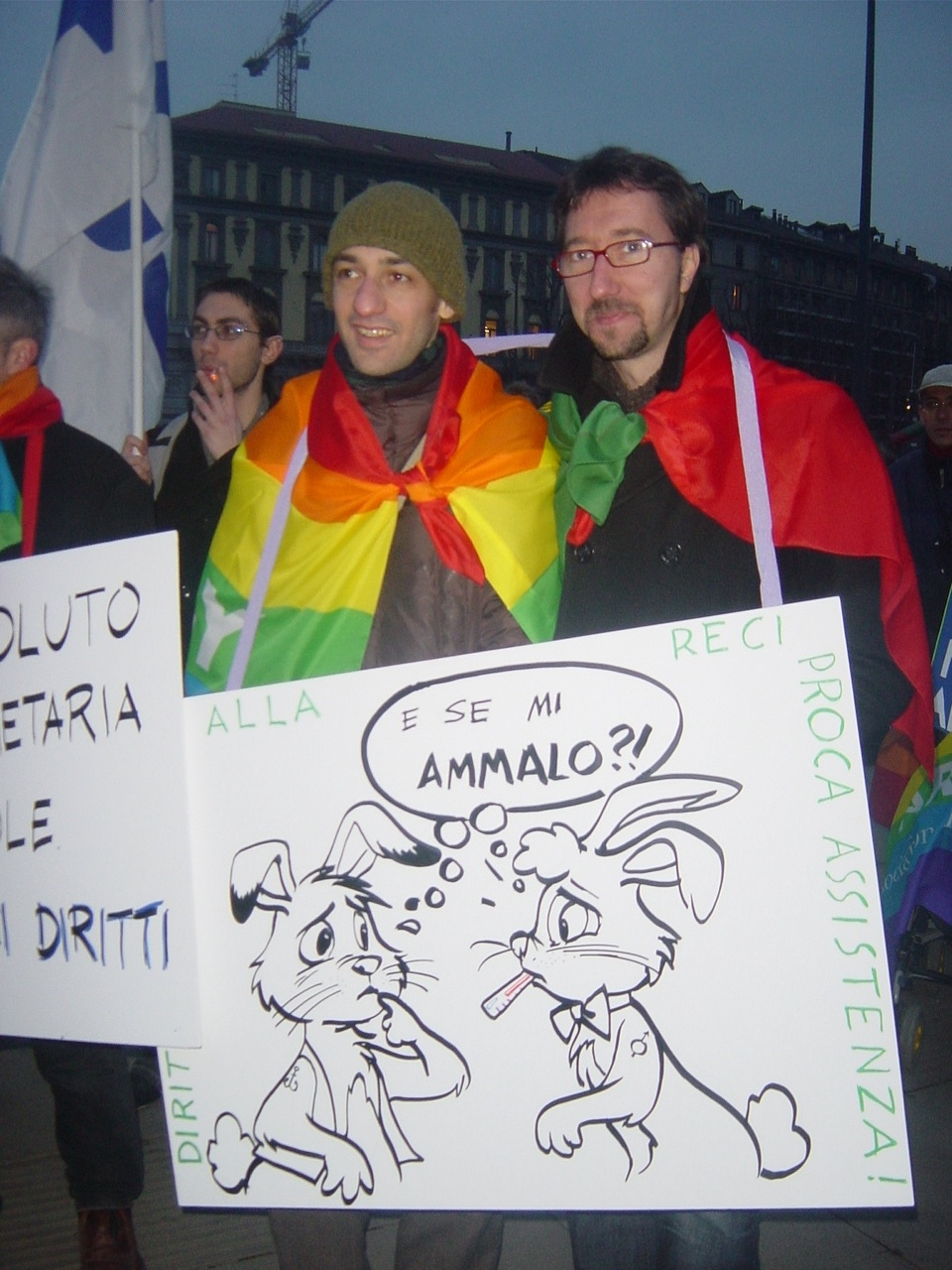
Militants gays manifestant pour le Pacs. Février 2006.

Pour solliciter l'approbation d'une loi nationale sur les unions civiles, le mouvement LGBT a demandé, à partir des années 1990, à quelques villes italiennes l'institution, au niveau communal, de registres d'unions civiles. Dans ce cas, pour un couple (hétéro- ou homosexuel), l'enregistrement civil de leur concubinage n'a qu'une signification symbolique, à moins que la Commune ne décide d'ajouter des droits réels à cette valeur symbolique (par exemple, l'accès aux logements populaires).
Par une décision du 21 octobre 1993, la première commune à s'être dotée d'un registre, fut Empoli (Toscane) ; toutefois le Comité Régional de Contrôle (Co.Re.Co), contesta cette délibération communale à peine un mois après. C'est en 2001 que le Tribunal administratif régional toscan a accepté le recours de la Commune d'Empoli contre le Comité Régional de Contrôle, donnant officiellement la voie libre au registre.
Le 7 juin 1996, Pise suit l'exemple d'Empoli, mais encore une fois, la décision fut refusée par le Co.Re.Co de la Toscane, en date du 28 juin qui est également la date commémorative des émeutes de Stonewall (Gay pride). Le 7 juillet 1996, la ville réussit à se doter d'un registre et le premier couple à s'y inscrire, le 20 février 1998, a été un couple hétérosexuel.
Actuellement les villes à s'être dotées d'un registre civil des unions civiles sont très nombreuses[réf. nécessaire].

## Régions et les unions civiles
| Région         | Date              |
| -------------- | ----------------- |
| Calabre        | 6 juillet 2004    |
| Toscane        | 19 juillet 2004   |
| Ombrie         | 29 juillet 2004   |
| Émilie-Romagne | 14 septembre 2004 |
| Campanie       | 19 septembre 2004 |
| Marches        | 6 décembre 2004   |
| Vénétie        | 1er mars 2005     |
| Pouilles       | 9 décembre 2005   |
| Latium         | 14 décembre 2005  |
| Ligurie        | 16 mars 2006      |
| Abruzzes       | 20 avril 2006     |

Outre les communes, quelques Régions italiennes ont adopté des statuts qui préfigurent une loi sur les unions civiles, même homosexuelles.
Parmi les premières régions à s'être dotées d'un statut il y eut la Calabre, le 6 juillet 2004. Un article de ce statut dispose de la "reconnaissance des formations sociales, culturelles, économiques et politiques dans lesquelles la personnalité humaine, le libre déroulement de leurs fonctions et activités sont garanties" La référence aux nouvelles familles, bien que masquée, est claire.
Le statut de la Toscane approuvé le 19 juillet 2004 est plus clair. Il "favorise la valorisation de la famille fondée sur le mariage" et, entre les finalités prioritaires de la Région, il crée "la reconnaissance des autres formes de concubinage" se refusant "toute forme de xénophobie et de discrimination liée à l'ethnie ou à l'orientation sexuelle".
Le statut de l'Ombrie, approuvé le 2 septembre 2004 est, lui aussi, favorable aux unions civiles. La région reconnaît "les droits à la famille et adopte chaque mesure propre à favoriser l'accomplissement des devoirs confiés par la Constitution" et "favorise aussi les formes de concubinage".

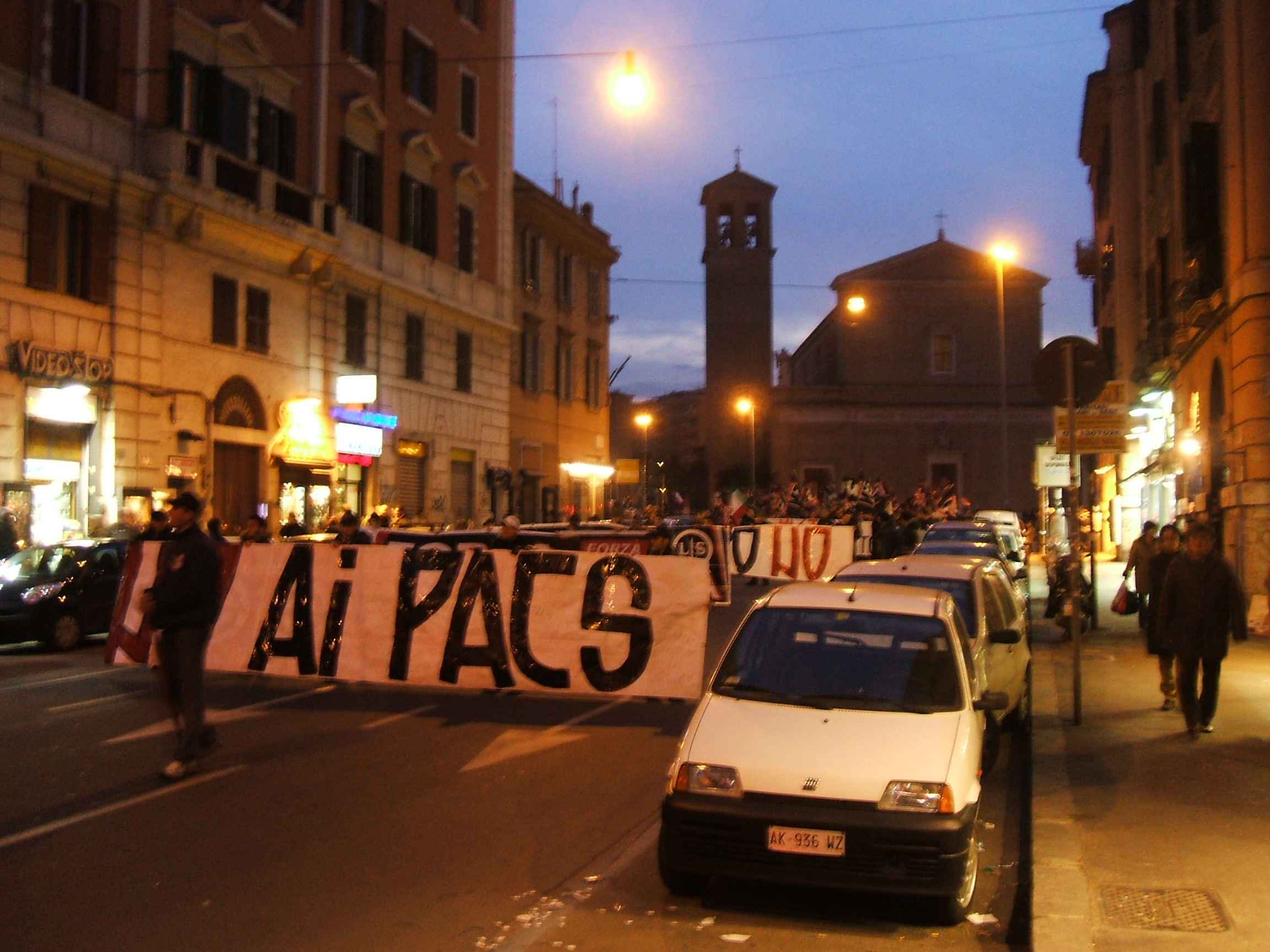
Manifestation d'opposants au contrat d'union civile, Rome, février 2007.

Le 14 septembre 2004, l'Émilie-Romagne, a reconnu l'importance "des formations sociales à travers lesquelles la dignité des personnes s'exprime et se développe et, dans ce cadre, le rôle spécifique et propre à la famille, offrant les conditions pour son développement efficace".
La plupart des statuts se référent à la Charte des droits fondamentaux de l'Union européenne qui, dans les droits fondamentaux de la personne dispose, du "droit de se marier et de constituer une famille" (art. 9).
L'ouverture aux nouvelles familles dans les statuts régionaux a été l'objet d'un conflit entre les institutions italiennes. Le Gouvernement de centre-droite en place, à l'époque, a contesté le statut de la Toscane, de l'Ombrie et de l'Émilie-Romagne, contestant "la constitutionnalité de telles dispositions" devant la Cour constitutionnelle. Cette dernière a repoussé les recours formulés contre l'Ombrie et la Toscane.